# Associació Internacional de Llengua i Literatura Catalanes
L'Associació Internacional de Llengua i Literatura Catalanes (AILLC) és una entitat que té com a finalitat d'aplegar a tothom qui s'interessi per la llengua i la literatura catalanes i de fomentar les diverses manifestacions de la cultura d'expressió catalana. Es creà oficialment a Cambridge el 1973, encara que l'origen fou la celebració a Estrasburg d'un col·loqui sobre lingüística catalana el 1968, un esdeveniment que fou organitzat per Georges Straka, amb Antoni M. Badia i Margarit, al "Centre de Philologie Romane" de la Universitat d'Estrasburg. A causa de la conjuntura política, no fou legalitzada a Espanya, sinó que té la seu teòrica a Amsterdam i fou reconeguda de bon començament per la Reina dels Països Baixos.
L'AILLC organitza cada tres anys un col·loqui internacional sobre temes relacionats amb la filologia catalana i en publica les actes; des de 1978 els col·loquis se celebren alternativament en una ciutat del domini lingüístic i en una de fora. L'AILLC també publica semestralment des del 1980 la revista científica Estudis de llengua i literatura catalanes, amb ajut de la Fundació Congrés de Cultura Catalana i conjuntament amb les altres associacions de catalanística, i distribueix entre els membres informació regular sobre sessions de treball i sobre publicacions de l'especialitat.

## Col·loquis
Els col·loquis s'han celebrat a Estrasburg (1968), Amsterdam (1970), Cambridge (1973), Basilea (1976), Andorra la Vella (1979), Roma (1982), Tarragona (1985), Tolosa de Llenguadoc (1988), Alacant (1991), Frankfurt del Main (1994), Ciutat de Mallorca (1997), París (2000), Girona (2003), Budapest (2006), Lleida (2009), Salamanca (2012), València (2015), Bucarest (2018) i el proper es realitzarà a Vic (2022).
El 2005 va participar en la fundació de la Federació de Catalanística amb altres organitzacions de catalanística d'arreu del món com la North American Catalan Society, l'Association Française des Catalanistes, l'Associazione Italiana di Studi Catalani i el Deutscher Katalanistenverband.

## Presidents
- Antoni Maria Badia i Margarit (1973-1976)
- Germà Colon (1976-1982)
- Arthur Hubert Terry (1982-1988)
- Giuseppe Tavani (1988-1994)
- Joan Veny (1994-2000)
- Albert Hauf (2000-2006)
- Kálmán Faluba (2006-2012)
- Antoni Ferrando i Francès (2012-2018)
- Beatrice Schmid (2018-)